# Elin Segerlind
Elin Maria Segerlind, född 18 oktober 1985 i Hålanda församling, Älvsborgs län, är en svensk politiker (vänsterpartist). Hon var ordinarie riksdagsledamot 2018–2022, invald för Västra Götalands läns norra valkrets.. Från den 21 maj 2022 var Segerlind klimatpolitisk talesperson för partiet, efter att ha efterträtt den tidigare talespersonen Jens Holm. I valet 2022 kandiderade hon åter till riksdagen, men Vänsterpartiet förlorade sitt mandat i valkretsen.
Segerlind är bosatt i Mellerud och har arbetat som kommunikatör och som journalist på Sveriges Radio.